# استقلاب البروتين
استقلاب البروتين يشير إلى العمليات الكيميائية الحيوية المسؤولة عن تكسير وهدم البروتينات والأحماض الأمينية، وكذلك عملية تشكيل وبناء وتخليق البروتينات طبقا لاحتياجات الجسم.
تجري العملية بتكسير البروتينات المستحصل عليها من الغذاء إلى الأحماض الأمينية المختلفة بوساطة الإنزيمات المتنوعة وبأثر حمض المعدة الموجود في المعدة وافرازات البنكرياس.
تشمل خطوات إعادة تركيب البروتينات نقل الشفرة الوراثية، وترجمتها وتكوين بروتينات مطابقة لبروتينات جسم الشخص . وخلال عملية نقل الشفرة الوراثية (بوليميراز الرنا) يترجم جزء من الدنا في خلية وينتج سلسلة رنا ، وتسمى هذه الرنا المرسال . تلك السلسلة للرنا المرسال تحتوي على  كودونات: 3 نكليوتيد تقوم بترجمة حمض أميني على الشفرة الوراثية وهي تكون مطابقة للحمض الأميني لدى جسم الشخص. و تقوم  ريبوسومات في الخلية بتشكيل الأحماض الأمينية الشخصية من الكودونات.
في الإنسان يمكن تشكيل حمض أميني غير أساسي خلال مسار أيضي رئيسي وهو دورة حمض الستريك.
وأما  الأحماض الأمينية الضرورية فهي تؤخذ مع الغذاء - ولا بد أن يحتويها الغذاء حيث أن الجسم لا يستطيع تصنيعها . توصل الأحماض الأمينية بواسطة ببتيد حمض أميني أساسي ، وترصها في سلاسل مطابقة لسلاسل البروتين في الشخص ؛ وقد تتكون تلك السلاسل الأمينية (بروتينات) من 200 أو 500 حمض أميني بسيط متشابكة ببعضها البعض ؛ وبذلك يصنع أو يخلق الجسم بروتيناته التي تقوم بوظائف مختلفة في جسمه.
يتم تكسير البروتينات في المعدة أولا بواسطة إنزيم بيبسين ثم في الأمعاء بواسطة إنزيمات يفرزها البنكرياس . وفي الأمعاء الدقيقة تفصل الأحماض الأمينية الغذئية نفسها وتعبر جدار الأمعاء الدقيقة وتدخل في فروع الدورة الدموية التي توصلها إلى الكبد . يتلقى الكبد تلك الأحماض الأمينية البسيطة ويعيد تركيبها بحيث تناسب تركيبات بروتينات جسم الشخص . ويرسلها الكبد في الدم إلى جميع خلايا الجسم، فتتلقاها كل خلية حسب نوعها وتصنع منها ما تحتاجه من أحماض أمينية مركبة وبروتينات. تصنيع البروتينات في كل خلية يتم مطابقا  للشفرة الوراثية للخلية الموجودة في دنا الخلية. من الممكن أن تكون مثلا خلية عضلية أو خلية مناعية أو يتم تركيب هرمونات وأنزيمات منها في  غدد متعددة، مثل الغدة الكظرية التي تفرز الأدرينالين أو الكوتيزول.

## اكتساب الجسم للبروتين
يكتسب الجسم البروتين من البروتينات التي يأكلها، من اللحوم والبيض والاسماك والحليب والبقوليات، وتتكسر تلك المواد الغذائية بواسطة إنزيمات و حمض المعدة وإنزيمات يفرزها البنكرياس في  الإثنا عشر . تتحل البروتينات الغدائية سواء كانت حيوانية أو نباتية إلى أحماض أمينية بسيطة. تنقسم تلك إلى  ألفا-حمض كيتو وهذه يمكن للجسم إعادة تركيبها بحيث تناسب تركيباتة الخلوية، وبعض منها يستخدم من الجسم لإنتاج الطاقة، وكذلك لإنتاج الجلوكوز أو دهن أو أحماضا أمينية أخرى .
يتم تكسير البروتينات بواسطة إنزيمات تعرف ب «ببتيدات» ، كما يمكن تكسيرها بواسطة التسخين، فمثلا البيض المقلي أسهل في الهضم من البيض النيء الغير مسلوق، ذلك لأن التسخين يكسر جزيئات البروتين .
أو تـُغير الحرارة من شكلها بحيث تكون أكثر عرضة لعمل الإنزيمات عليها.

## اقرأ أيضاً
- استقلاب الدواء

- أيض الكربوهيدرات
- أيض الليبيدات
- أيض الحموض الدهنية
- نزع أمين تأكسدي
- هدم الكربوهيدرات
- هدم البروتين
- سرتوين